# China Railway Engineering Corporation
La China Railway Engineering Corporation, (en chinois traditionnel : 中國中鐵 or 中國鐵路工程總公司, en chinois simplifié :  中国中铁  ou 中国铁路工程总公司), souvent abrégée en CREC, est une entreprise chinoise de travaux publics.

## Positionnement
C'est la plus grande entreprise chinoise de construction ferroviaire, devant sa concurrente, la China Railway Construction Corporation, et la troisième plus grosse entreprise de construction mondiale,.

## Travaux hors Chine
La CREC réalise notamment d'importants travaux d'infrastructures en Afrique, notamment en République démocratique du Congo, où un important contrat a été passé en 2007 contre les deux tiers des bénéfices miniers de la joint-venture mise en place. Cependant, en 2010, l'Association africaine de défense des droits de l'Homme (Asadho) dénonce des conditions de travail « inacceptables » dans l'entreprise :
- « Absence de contrat de travail, »
- « Non-respect des heures de travail, »
- « Paiement des salaires à un taux inférieur au taux officiel, »
- « Licenciements abusifs, »
- « Absence de mesures de sécurité, »
- « Faible prise en charge médicale[4]. »

## Structure du groupe
Le groupe CREC est constitué en 31 filiales dont:
- 16 très grande sociétés de construction
- China National Overseas Engineering Corporation (COVEC)
- China Railway Resources Co., Ltd.
- China Railway First Group Corporation
- China Railway Erju Group Corporation (China Railway Second Group Corporation)
- Third Engineering Group Co. Ltd
- China Tiesiju Civil Engineering Group Co. Ltd (China Fourth Group Civil Engineering Group Co. Ltd)
- China Railway Wuju Group Corporation (China Railway Fifth Group Corporation)
- China Railway Sixth Group Co. Ltd
- China Railway Seventh Group Co. Ltd
- China Railway Eighth Civil Engineering Group Corporation
- China Railway No. 9 Group Co. Ltd
- China Railway No. 10 Group Corporation
- China Zhongtie Major Bridge Engineering Group Co. Ltd (China Railway Major Bridge Engineering Group Co. Ltd)
- China Railway Tunnel Group
- China Railway Electrification Bureau Co. Ltd
- China Railway Construction Engineering Group

- 3 grandes sociétés de bureaux d'études
- Second Survey and Design Institute of China Railway
- China Railway Engineering Consultants Group
- China Major Bridge Survey and Design Institute

- 3 grandes sociétés de R&D
- Northwest Research Institute
- Southwest Research Institute of CREC
- Engineering Machinery Research and Design Institute

- 5 grandes sociétés de manufacture
- China Railway Shanhaiguan Bridge Group Co. Ltd
- China Railway Turnout Bridge Inc.
- China Railway Bus. Co. Ltd.
- Wuhan Engineering Machinery Works of CREC
- China Railway Trust Co. Ltd.

En plus, quatre organisations sont directement gérées depuis le siège et 17 filiales. Les équipes de construction de CREC se trouvent dans plus de 1 000 villes au travers de la Chine.